# Eurovision Young Musicians 2012
Der 16. Eurovision Young Musicians (EYM) fand am 11. Mai 2012 in Wien, der Hauptstadt von Österreich, statt. Es war der insgesamt sechste Wettbewerb und der vierte hintereinander, der in Wien stattfand. Vor dem eigentlichen Finale wurden am 5. und 6. Mai 2012 Semifinals ausgetragen. Pia Strauß moderierte das Semifinale, während Martin Grubinger die Moderation des Finales übernahm.

## Austragungsort

### Halbfinale
Das Wiener Konzerthaus befindet sich im 3. Wiener Gemeindebezirk.

### Finale
Der Rathausplatz befindet sich im 1. Wiener Gemeindebezirk, der Inneren Stadt. Er ist nach dem hier errichteten (neuen) Wiener Rathaus benannt. Auf Grund seiner Größe, seiner Gestaltung und der Architektur der an den Platz grenzenden Gebäude gilt er als einer der bedeutendsten Plätze im Zentrum Wiens.

## Format
Alle Teilnehmer aus den EBU-Mitgliedsländern, die sich am Wettbewerb beteiligten, traten zunächst in einem der zwei Halbfinals an. Sieben davon wurden von einer internationalen Jury ausgewählt, um live am 11. Mai 2012 auf dem Wiener Rathausplatz aufzutreten. Alle Teilnehmer traten solo auf und durften die Altersgrenze von 20 Jahren nicht überschreiten. Begleitet wurden die Finalisten vom Radio-Symphonieorchester Wien unter der Leitung von Cornelius Meister.

## Teilnehmer

Länder, die 2012 teilgenommen haben
Länder, die 2012 im Semifinale ausgeschieden sind
Länder, die in der Vergangenheit teilgenommen haben, jedoch nicht 2012

Insgesamt 14 Länder nahmen teil, um ein Land weniger als bei der letzten Austragung. Mit Bosnien und Herzegowina, Georgien und Armenien debütierten drei Länder. Die Ukraine kehrte zum Wettbewerb zurück, wohingegen sich Rumänien, Russland, Schweden, Zypern und das Vereinigte Königreich vom Wettbewerb zurückzogen.

## Halbfinale

### Erstes Halbfinale
Das erste Halbfinale fand am 5. Mai 2012 im Schubert-Saal des Wiener Konzerthauses statt. Folgende Künstler qualifizierten sich für das Finale:
| Startnr. | Land                    | Interpret             | Instrument | Musikstück/e |
| -------- | ----------------------- | --------------------- | ---------- | --- |
| 1        | Slowenien               | Blaž Šparovec         | Klarinette | Premiere Rhapsodie von Claude Debussy Clair 1 von Franco Donatoni |
| 2        | Georgien                | Lisi Ramischwili      | Cello      | Largo von Francesco Maria Veracini Variations on One String von Niccolò Paganini Flight of the Bumblebee von Nikolai Andrejewitsch Rimski-Korsakow                                                                 |
| 3        | Bosnien und Herzegowina | Naomi Druškić         | Klavier    | Vanished Days, op57, No. 1 von Edvard Grieg Toccata, in E flat minor von Aram Khachaturian |
| 4        | Tschechien              | Michaela Špačková     | Fagott     | Concerto for Bassoon No. 2 f-moll, the first and the second movement von Ludwig Milde Recitative, Sicilliene et Rondo (1905–1991) von Eugène Bozza                                                                 |
| 5        | Armenien                | Narek Kasasijan       | Kanun      | “Impromptu” op. 57 in b-minor von Tsovinar Hovhannisyan Carnival in Venice by Niccolo Paganini / arranged for kanun and piano von Alexander Shahbazyan “Perpetual Motion” op.69 in a-minor von Khachatur Awetisjan |
| 6        | Österreich              | Emmanuel Tjeknavorian | Violine    | Scherzo for Violin and Piano in C minor von Johannes Brahms Tzigane, Rapsodie de Concert for Violin and Piano von Maurice Ravel                                                                                    |
| 7        | Griechenland            | Zacharias Fotis       | Klarinette | - |
| 8        | Kroatien                | Katarina Kutnar       | Violine    | Scherzo in c-minor form F-A-E sonata von Johannes Brahms Carmen Phantasie, op.66 von Franz Drdla |

 Interpret hat sich für das Finale qualifiziert.

### Zweites Halbfinale
Das zweite Halbfinale fand am 6. Mai 2012 im Schubert-Saal des Wiener Konzerthauses statt. Folgende Künstler qualifizierten sich für das Finale:
| Startnr. | Land        | Interpret                 | Instrument | Musikstück/e |
| -------- | ----------- | ------------------------- | ---------- | --- |
| 1        | Polen       | Jagoda Krzemińska         | Flöte      | Joueurs de Flute – Pan von Albert Roussel Staccato – Fantaisie von Wilhelm Popp |
| 2        | Ukraine     | Bohdan Iwasyk             | Violine    | Tzigane von Maurice Ravel Melody von Myroslaw Skoryk |
| 3        | Niederlande | Ella van Poucke           | Cello      | Fantasiestücke Op. 73 für das Cello von Robert Schumann |
| 4        | Deutschland | Dominic Chamot            | Klavier    | Jazz Etude No. 1 von Nikolai Kapustin Widmung (Liebeslied) von Robert Schumann und Franz Liszt Ungarische Rhapsodie No. 6 von Franz Liszt |
| 5        | Belarus     | Aleksandra Denisenja      | Zymbal     | Carmen "Fantasie", based on Themes from the Opera of Georges Bizet von Franz Waxman Blow light wind, blow! (adaptation of Belarusian folk song) von Valeri Zhiwaliewski Csardas von Alexander Tsygankow                                                    |
| 6        | Norwegen    | Eivind Holtsmark Ringstad | Bratsche   | Sonata no 1 op 120 F minor, 1. movement: Allegro Appasionata von Johannes Brahms Sonata no 1 op 25 for viola solo, 4. movement: Rasendes Zeitmaß. Wild. Tonschönheit ist Nebensache von Paul Hindemith Andante and Rondo Ungarese von Carl Maria von Weber |

 Interpret hat sich für das Finale qualifiziert.

### Jury
- Agnieszka Duczmal (Jurypräsidentin)
- Carol McGonnell
- Christian Eggen
- Franz Bartolomey

## Finale

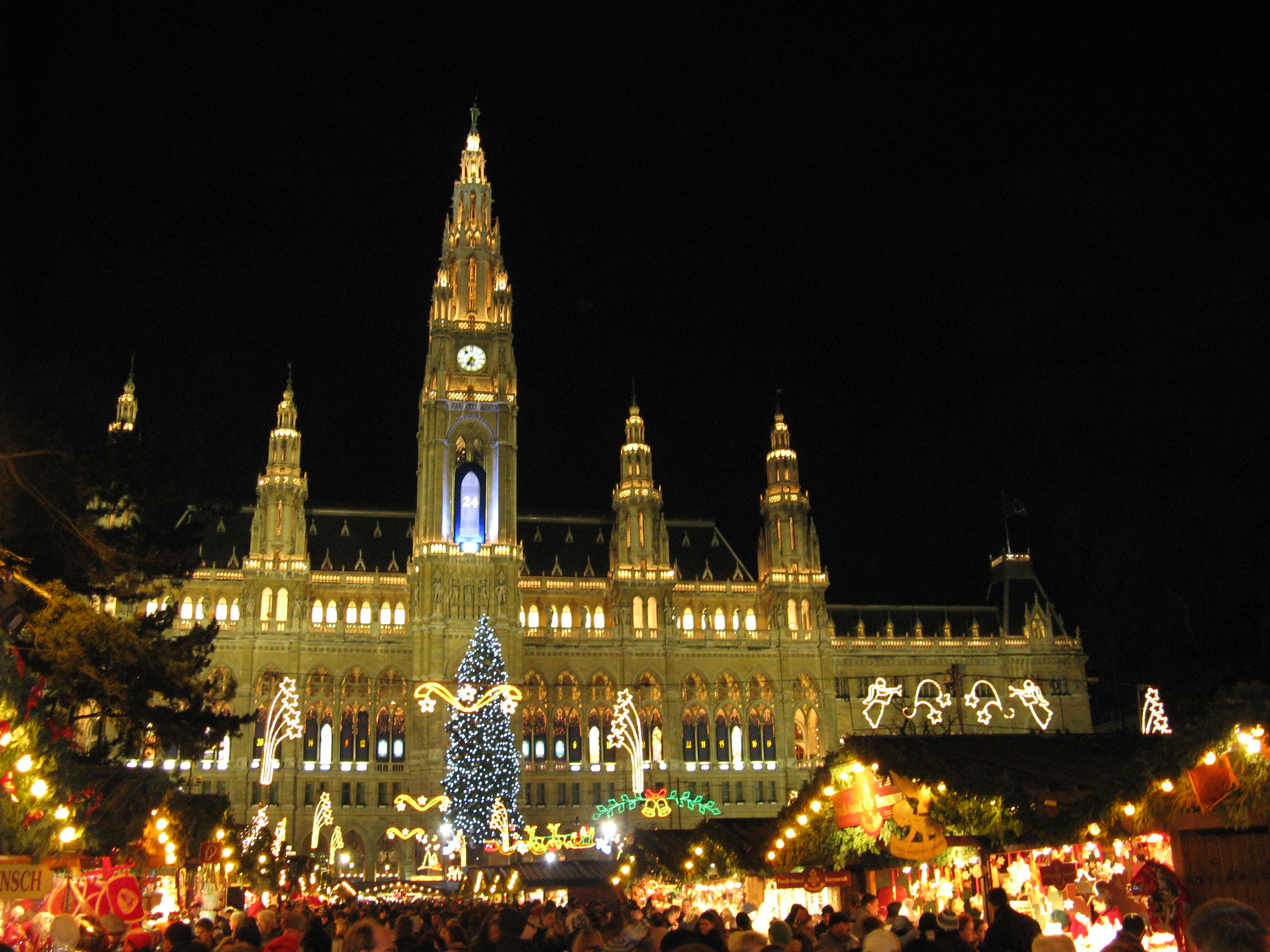
Austragungsort

Die folgenden sieben Interpreten traten im Finale an. Die drei topplatzierten Teilnehmer erhielten Preise und es wurden lediglich die ersten vier Plätze bekanntgegeben.
| Platz | Startnr. | Land        | Interpret                 | Instrument | Stück                                                                                               |
| ----- | -------- | ----------- | ------------------------- | ---------- | --------------------------------------------------------------------------------------------------- |
| 1.    | 3        | Norwegen    | Eivind Holtsmark Ringstad | Bratsche   | Viola concerto, 2 & 3 mov. by Béla Bartók                                                           |
| 2.    | 7        | Österreich  | Emmanuel Tjeknavorian     | Violine    | Concerto for Violin and Orchestra in D minor, Op. 47 3rd mov. Allegro ma non tanto by Jean Sibelius |
| 3.    | 6        | Armenien    | Narek Kasasijan           | Kanun      | Concerto for Qanun and Orchestra No. 2 E-Major by Khachatur Avetisyan                               |
| 4.    | 2        | Polen       | Jagoda Krzemińska         | Flöte      | Concertino by Cécile Chaminade                                                                      |
| -     | 1        | Belarus     | Aleksandra Denisenja      | Zymbal     | Concertino by Vladimir Kurjan                                                                       |
| -     | 4        | Tschechien  | Michaela Špačková         | Fagott     | Concerto for Bassoon F-dur, 1st mov. by Carl Maria von Weber                                        |
| -     | 5        | Deutschland | Dominic Chamot            | Klavier    | Piano Concerto No. 1 in B flat minor, Op. 23; 3rd mov. Allegro con fuoco by Pyotr Tchaikovsky       |

### Jury
- Markus Hinterhäuser (Jurypräsident)
- Carol McGonnell
- Christian Eggen
- Agnieszka Duczmal
- Radek Baborák